# شونیچیرو اوکانو
شونیچیرو اوکانو (به انگلیسی: Shunichiro Okano) بازیکن فوتبال اهل ژاپن و عضو تیم ملی فوتبال ژاپن بود که در تاریخ ۰۲ ژانویه ۱۹۵۵ میلادی اولین بازی ملی‌اش را انجام داد. او در ۲ بازی ملی حضور داشت و آخرین بازی ملی خود را در تاریخ ۱۱ ژانویه ۱۹۵۵ میلادی انجام داد. شونیچیرو اوکانو در بازی‌های ملی‌اش
گلی به ثمر نرساند.